# Boivre-la-Vallée
Boivre-la-Vallée – gmina we Francji, w regionie Nowa Akwitania, w departamencie Vienne. W 2016 roku liczba ludności wynosiła 3158 mieszkańców. 
Gmina została utworzona 1 stycznia 2019 roku z połączenia czterech ówczesnych gmin: Benassay, La Chapelle-Montreuil, Lavausseau oraz Montreuil-Bonnin. Siedzibą gminy została miejscowość Lavausseau. 